# Guiler-sur-Goyen
Guiler-sur-Goyen (bret. Gwiler-Kerne) – miejscowość i gmina we Francji, w regionie Bretania, w departamencie Finistère.
Według danych na rok 1990 gminę zamieszkiwały 412 osoby, a gęstość zaludnienia wynosiła 37 osób/km² (wśród 1269 gmin Bretanii Guiler-sur-Goyen plasuje się na 878. miejscu pod względem liczby ludności, natomiast pod względem powierzchni na miejscu 798.).